# Acanthodoris pilosa
Acanthodoris pilosa (Abildgaard in Müller, 1789) è un mollusco nudibranco appartenente alla famiglia Onchidorididae.

## Descrizione
Questa specie, che ha una lunghezza tra 1 e 5 cm, ha una colorazione molto variabile, dal bianco giallastro al marrone.

## Biologia
Si nutre di briozoi delle specie Callopora dumerili, Cryptosula pallasiana, Flustrellidra hispida, del genere Flustrella, del genere Alcyonidium (Alcyonidium gelatinosum, Alcyonidium hirsutum), e di spugne.

## Distribuzione e habitat
Oceano Pacifico orientale, Oceano Atlantico occidentale in prossimità del Canada, Mare del Nord in prossimità dell'Inghilterra, Belgio, Paesi Bassi. Solitamente vive in acque poco profonde.

## Sinonimi
Acanthodoris citrina Verrill, 1879

Acanthodoris ornata Verrill, 1879

Acanthodoris pallida Bergh, 1905

Acanthodoris pilosa var. albescens Bergh, 1880

Acanthodoris pilosa var. pallida Bergh, 1905

Acanthodoris pilosa var. purpurea Bergh, 1880

Acanthodoris pilosa var. zealandiae Bergh, 1905

Acanthodoris subquadrata (Alder & Hancock, 1845)

Doris bifida Verrill, 1870

Doris flemingi Forbes, 1838

Doris flemingii Forbes, 1838

Doris laevis Gray M.E., 1850

Doris nigricans Fleming, 1820

Doris pilosa Abildgaard in Müller, 1789

Doris quadrangulata Jeffreys, 1869

Doris rocinela Leach, 1852

Doris similis Alder & Hancock, 1842

Doris stellata Gmelin, 1791

Doris sublaevis Thompson, 1840

Doris subquadrata Alder & Hancock, 1845